# Velîn, Brodî
Velîn (în ucraineană Велин) este un sat în comuna Rajniv din raionul Brodî, regiunea Liov, Ucraina.

## Demografie
Componența lingvistică a localității Velîn
     Ucraineană (100%)
Conform recensământului din 2001, toată populația localității Velîn era vorbitoare de ucraineană (100%).